# Gregorio García Segura

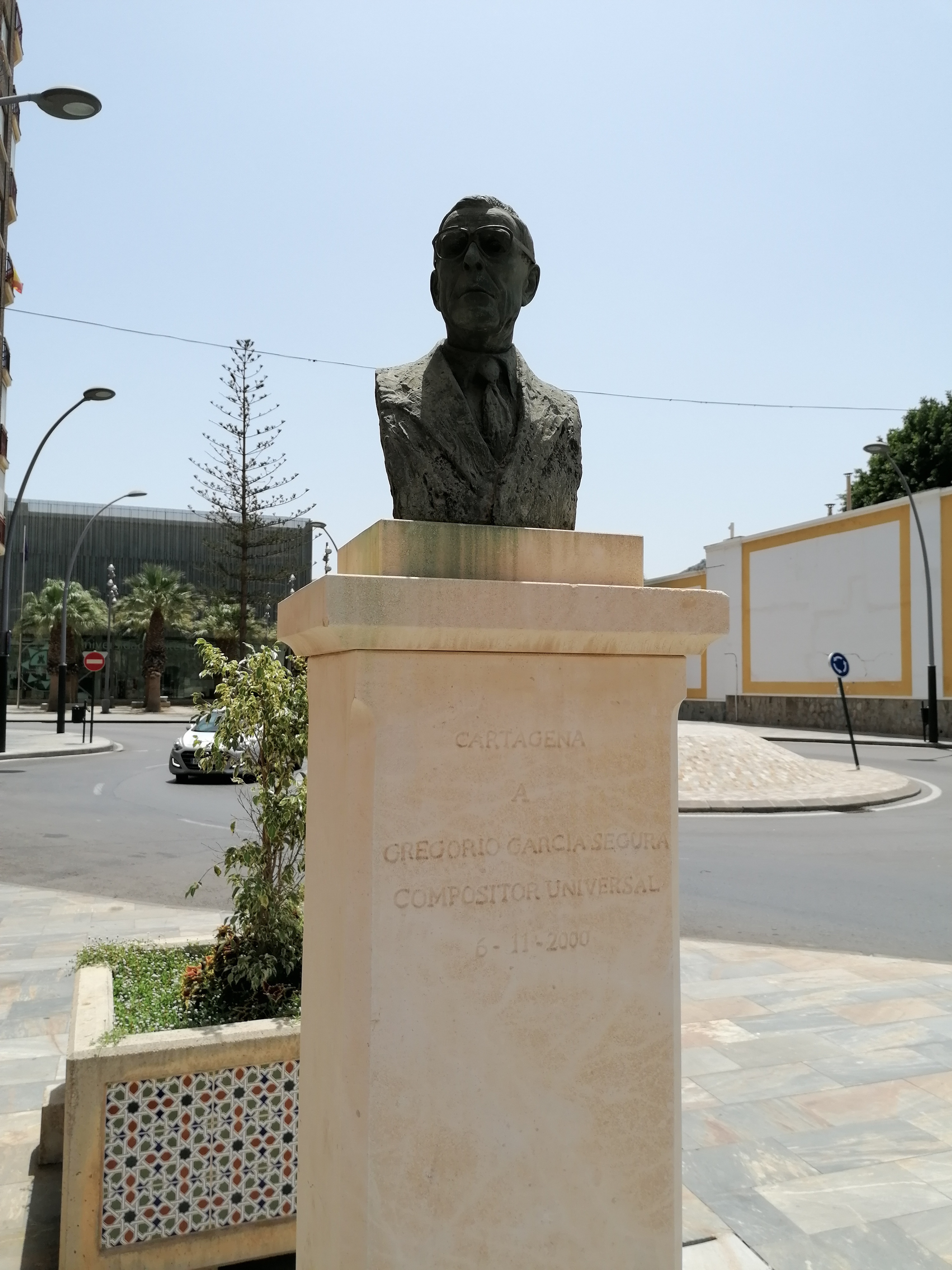
Büste von Gregorio Garcia Segura in Cartagena

Gregorio García Segura (* 13. Februar 1929 in Cartagena, Region Murcia; † 12. Dezember 2003 in Madrid) war ein spanischer Filmkomponist.
García Segura entstammte einer Familie von Musikern und begann 1949 in Madrid das Studium. Er arbeitete dann zunächst als Pianist und Liederkomponist und erreichte mit seinen Kompositionen Un compromiso (gesungen von Antonio Machín) und Un telegrama ersten Erfolg, als letzteres, von Monna Bell interpretiert, beim ersten Festival de Benidorm gewann. Anschließend erhielt García Segura viele Aufträge für weitere Lieder und Theatermusiken. Seinen ersten Filmscore schrieb er 1959 für Carmen de la ronda.
García Seguro komponierte in seiner fünf Jahrzehnte umspannenden Karriere Musik für fast 200 Filme. Eine lange künstlerische Partnerschaft verband ihn mit dem Regisseur Mariano Ozores, für den er über 25 Filme instrumentierte. 1990 wurde er für die Filmmusik von Die Dinge der Liebe für einen Goya Award nominiert.

## Filmografie (Auswahl)
- 1959: Das Mädchen aus Granada (Carmen de la ronda)
- 1961: Die Liebe ist ein seltsames Spiel
- 1962: Der Sohn von Captain Blood (El hijo del capitan Blood)
- 1962: Torrejón City
- 1963: Zorro, der Mann mit den zwei Gesichtern (Il signe di Zorro)
- 1963: Das Geheimnis des Scaramouche (La máscara de Scaramouche)
- 1964: Der Boss hat sich was ausgedacht (Échappement libre)
- 1966: Frauen, die durch die Hölle gehen (Las siete magníficas)
- 1966: Die Jungfrauen von Samoa (Tabú)
- 1966: 6 Kugeln für Gringo (Dos pistolas gemelas)
- 1968: Zwei Nummern zu groß (Un dollaro per 7 vigliacchi)
- 1970: Ferien in Gold (Des vacances en or)
- 1973: Das Mädchen aus der roten Mühle (La chica del Molino Rojo)
- 1982: Alles ist möglich in Granada (Todos es possible en Grenada)
- 1984: Al Este del Oeste
- 1989: Die Dinge der Liebe (Las cosas del querer)
- 1996–1999: Hostal Royal Manzanares (TV-Serie)